# Apertotemporalis
Apertotemporalis es un género extinto de tortuga botremídida que vivió durante el Cenomaniano (Cretácico superior) de África. El holotipo NR 1912 VIII 93, encontrado en la Formación Baharija de Egipto, consistía en un cráneo fragmentario que posteriormente fue destruido por los bombardeos de la Segunda Guerra Mundial, desde entonces no se han encontrado más restos. La especie tipo A. baharijensis fue nombrada por Ernst Stromer, 1934. Tenía una longitud de caparazón de 60 centímetros (23,6 plg), convirtiéndola en la tortuga más grande conocida descubierta en la formación Baharija hasta la fecha.